# Cernenkove, Pokrovske
Cernenkove (în ucraineană Черненкове) este un sat în așezarea urbană Pokrovske din raionul Pokrovske, regiunea Dnipropetrovsk, Ucraina.

## Demografie
Componența lingvistică a localității Cernenkove
     Ucraineană (94,42%)
     Rusă (4,61%)
     Alte limbi (0,49%)
Conform recensământului din 2001, majoritatea populației localității Cernenkove era vorbitoare de ucraineană (94,42%), existând în minoritate și vorbitori de rusă (4,61%).